# Krzysztof Chodorowski
Krzysztof Chodorowski (ur. 15 marca 1992 w Warszawie) – polski aktor filmowy.

## Życiorys
Wychował się w Warszawie, gdzie uczęszczał do XCIV Liceum Ogólnokształcące im. gen. Stanisława Maczka. Absolwent Ogniska Teatralnego „u Machulskich" w Warszawie.
W 2016 ukończył krakowską Państwową Wyższą Szkołę Teatralną. W 2018 rozpoczął studia na wydziale reżyserii Warszawskiej Szkoły Filmowej.

## Filmografia

### Filmy
- 2009: Moja biedna głowa – Wojtek
- 2012: Mój rower – Maciek Starnawski, syn Pawła
- 2013: Falklandy – Emil
- 2014: Kamienie na szaniec – Hubert Lenk, ps. „Hubert”
- 2015: Excentrycy, czyli po słonecznej stronie ulicy – Kelner

### Seriale
- 2010−2011: M jak miłość – Wojtek, chłopak Gabi (odc. 799, 828, 838, 841, 866)
- 2011: Linia życia – Karol Michalak
- 2014: Czas honoru – „Bambo”, syn „Krawca”
- 2015: Aż po sufit! – Łukasz Domirski
- 2015: Ojciec Mateusz – Norbert Paluch (odc. 169)
- 2016: Na dobre i na złe – Kamil, chłopak Magdy (odc. 626)
- Od 2016: Na Wspólnej – Tomek Nowak, przyrodni brat Igora
- 2017: O mnie się nie martw – informatyk, sezon VI (odc. 2(67))
- 2017: Ultraviolet – Mateusz (odc. 7)